# Гран-при США 2005 года
Гран-при США 2005 года (англ. XXXIV SAP United States Grand Prix) — этап чемпионата мира «Формулы-1» прошёл с 17 по 19 июня 2005 года на трассе «Индианаполис». Примечателен тем, что в гонке участвовали только 6 гонщиков на автомобилях, оснащенных шинами Bridgestone (Ferrari, Minardi и Jordan). Остальные 14 автомобилей, оснащённые шинами Michelin, не вышли на старт Гран-при по соображениям безопасности.

## Обзор

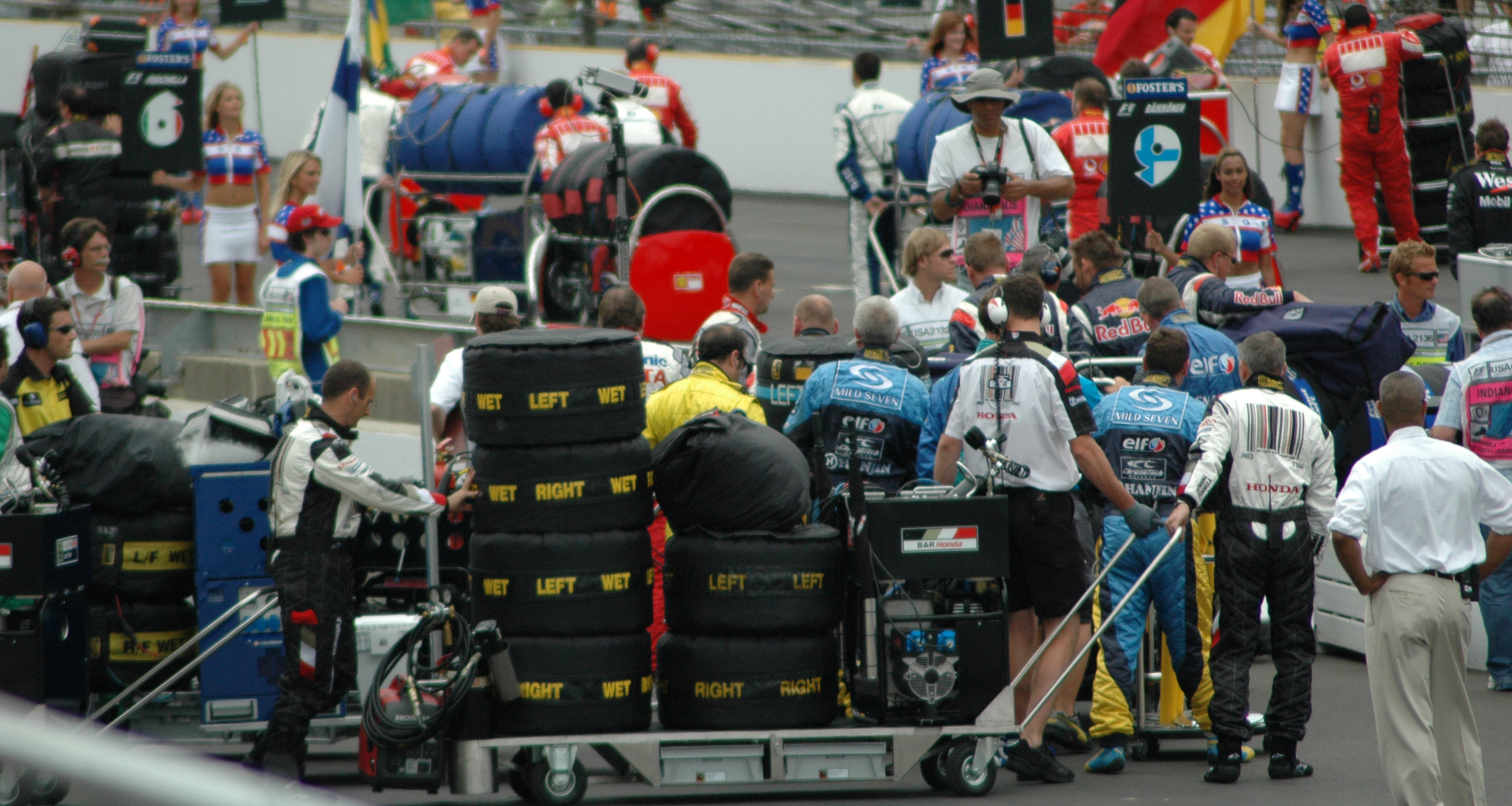
Механики BAR Honda перемещают комплект шин Michelin на стартовой прямой

Гран-при начался с тяжелейшей аварии Ральфа Шумахера на «Тойоте» в последнем повороте, профилированном бэнкинге. Это была вторая подряд для Ральфа авария в этом месте после того, как в 2004 он разбился здесь в гонке, получив травму. Причиной для новой аварии стал взрыв левой задней покрышки Michelin. Гонщик был доставлен в больницу, его место в квалификации занял тест-пилот Рикардо Зонта. Тот тоже столкнулся с подобной проблемой — только вылет был в инфилде, и ни пилот, ни болид не пострадал.
FIA и Мишлен провели расследование, выявившее, что партия шин «Мишлен», поставленная на эту гонку, не выдерживала дистанцию, и даже жёсткая модель плохо держала нагрузки. Подозревали брак, экстренно подвезли шины, оставшиеся с прошлых гонок, но они не показали себя лучше. Дело было в особенностях покрытия (в межсезонье асфальт обработали фрезой, и весь овал был в продольных канавках) и 9-градусном бэнкинге (с эффективной аэродинамикой «формул» можно проезжать поворот на полной скорости, нагрузки на левые шины были чудовищные). Скоростные дороги, где нет пешеходов, которые могли бы порвать одежду или пораниться, если случайно упадут, фрезеруют часто, да и ремонт обычных городских улиц зачастую начинается с фрезерования асфальта. Так что мера, которая служит для безопасности гражданских дорог, сыграла злую шутку в автоспорте.
Дочерняя компания «Бриджстоуна», Firestone, поставляла шины «Индикару» и могла дать ценную информацию, а для «Мишлена» эта особенность покрытия стала сюрпризом. Гонка оказалась под угрозой срыва, так как шинники не могли гарантировать, что инцидент не повторится и покрышки выдержат полную дистанцию гран-при. Тем временем, квалификация прошла без инцидентов и была выиграна другим гонщиком «Тойоты», Ярно Трулли. Гонщики команд, использующих резину Мишлен, по-прежнему преобладали, заняв первые четыре места.
Вторым камнем преткновения были правила, сделанные из-за Ferrari, креативной в тактике пит-стопов. Пит-стоп разрешал только дозаправку, но не замену колёс.
Переговоры с участием Берни Экклстоуна, представителей команд и представителей Michelin шли вплоть до утра перед гонкой. Все клиенты «Мишлен» хотели участвовать в гонке, даже если это принесёт им ноль очков. ФИА предложила замедление в 13-м повороте, но гонщики были против: с пониженной скоростью в быстром профилированном повороте гонщик напрашивался на аварию. Переход на шины другой модели или пит-стоп каждые 10 кругов также были невозможны: нельзя сделать за день столько шин и привезти в США. Гонщики предложили такой вариант: перед поворотом ставится замедляющая шикана, клиенты «Мишлен» обязаны пройти её, а клиенты «Бриджстоун» могут пропускать. Также рассматривалось участие клиентов «Мишлен» вне зачёта. ФИА отказалась: это несправедливо по отношению к клиентам «Бриджстоун» и лишит трассу сертификации, и даже пригрозила отозвать с трассы весь свой персонал.
Руководство команд стало искать персонал, который мог бы заменить ФИА в гонке, пускай даже она станет несанкционированной и вне зачёта. Макс Мосли, тогдашний президент ФИА, прибегнул к последнему рычагу давления: это поставит под угрозу все соревнования ФИА на территории США.
Шикана не была установлена, и машины вышли на трассу в прежней конфигурации. Однако после прогревочного круга две трети гонщиков — четырнадцать из двадцати — свернули с трассы в боксы. На старт вышли только гонщики «Феррари», «Джордан» и «Минарди».
Гонка прошла тихо, без обгонов, только Картикеян обошёл Альберса тактикой пит-стопов. Единственный интересный момент — Михаэль Шумахер на выезде с пит-лейн жёстко выдавил Рубенса Баррикелло, и включилось «радио Маранелло», потребовавшее, чтобы обе машины финишировали. Пары «Феррари», «Джордан» и «Минарди» финишировали в порядке команд, проехав дистанцию без происшествий. Поднявшись на подиум, Шумахер и Баррикелло, получив свои награды, тут же ушли, не приняв участия в традиционной процедуре обливания шампанским, оставив Тьягу Монтейру, который в одиночку принялся праздновать со своей командой свой случайный «триумф».

## Тест-пилоты
| Команда           | Гонщик           |
| ----------------- | ---------------- |
| McLaren-Mercedes  | Педро де ла Роса |
| Sauber-Petronas   | —                |
| Red Bull-Cosworth | Скотт Спид       |
| Toyota            | Рикардо Зонта    |
| Jordan-Toyota     | Роберт Доорнбос  |
| Minardi-Cosworth  | —                |

## Квалификация
| Место | №  | Гонщик              | Команда           | Время    | Отрыв  |
| ----- | -- | ------------------- | ----------------- | -------- | ------ |
| 1     | 16 | Ярно Трулли         | Toyota            | 1:10,625 | —      |
| 2     | 9  | Кими Райкконен      | McLaren-Mercedes  | 1:10,694 | +0,069 |
| 3     | 3  | Дженсон Баттон      | BAR-Honda         | 1:11,277 | +0,652 |
| 4     | 6  | Джанкарло Физикелла | Renault           | 1:11,290 | +0,665 |
| 5     | 1  | Михаэль Шумахер     | Ferrari           | 1:11,369 | +0,744 |
| 6     | 5  | Фернандо Алонсо     | Renault           | 1:11,380 | +0,755 |
| 7     | 2  | Рубенс Баррикелло   | Ferrari           | 1:11,431 | +0,806 |
| 8     | 4  | Такума Сато         | BAR-Honda         | 1:11,497 | +0,872 |
| 9     | 7  | Марк Уэббер         | Williams-BMW      | 1:11,527 | +0,902 |
| 10    | 12 | Фелипе Масса        | Sauber-Petronas   | 1:11,555 | +0,930 |
| 11    | 10 | Хуан-Пабло Монтойя  | McLaren-Mercedes  | 1:11,681 | +1,056 |
| 12    | 11 | Жак Вильнёв         | Sauber-Petronas   | 1:11,691 | +1,066 |
| 13    | 17 | Рикардо Зонта       | Toyota            | 1:11,754 | +1,129 |
| 14    | 15 | Кристиан Клин       | Red Bull-Cosworth | 1:12,132 | +1,507 |
| 15    | 8  | Ник Хайдфельд       | Williams-BMW      | 1:12,430 | +1,805 |
| 16    | 14 | Дэвид Култхард      | Red Bull-Cosworth | 1:12,682 | +2,057 |
| 17    | 18 | Тьягу Монтейру      | Jordan-Toyota     | 1:13,462 | +2,837 |
| 18    | 21 | Кристиан Альберс    | Minardi-Cosworth  | 1:13,632 | +3,007 |
| 19    | 19 | Нараин Картикеян    | Jordan-Toyota     | 1:13,776 | +3,151 |
| 20    | 20 | Патрик Фризахер     | Minardi-Cosworth  | 1:14,494 | +3,869 |

## Гонка
| Место | С  | №  | Гонщик              | Конструктор       | Ш | Круги | Время/причина схода | О  |
| ----- | -- | -- | ------------------- | ----------------- | - | ----- | ------------------- | -- |
| 1     | 5  | 1  | Михаэль Шумахер     | Ferrari           | B | 73    | 1:29:43,181         | 10 |
| 2     | 7  | 2  | Рубенс Баррикелло   | Ferrari           | B | 73    | +1,522              | 8  |
| 3     | 17 | 18 | Тьягу Монтейру      | Jordan-Toyota     | B | 72    | +1 круг             | 6  |
| 4     | 19 | 19 | Нараин Картикеян    | Jordan-Toyota     | B | 72    | +1 круг             | 5  |
| 5     | 18 | 21 | Кристиан Альберс    | Minardi-Cosworth  | B | 71    | +2 круга            | 4  |
| 6     | 20 | 20 | Патрик Фризахер     | Minardi-Cosworth  | B | 71    | +2 круга            | 3  |
| НС    | 1  | 16 | Ярно Трулли         | Toyota            | M | 0     | Снялся              |    |
| НС    | 2  | 9  | Кими Райкконен      | McLaren-Mercedes  | M | 0     | Снялся              |    |
| НС    | 3  | 3  | Дженсон Баттон      | BAR-Honda         | M | 0     | Снялся              |    |
| НС    | 4  | 6  | Джанкарло Физикелла | Renault           | M | 0     | Снялся              |    |
| НС    | 6  | 5  | Фернандо Алонсо     | Renault           | M | 0     | Снялся              |    |
| НС    | 8  | 4  | Такума Сато         | BAR-Honda         | M | 0     | Снялся              |    |
| НС    | 9  | 7  | Марк Уэббер         | Williams-BMW      | M | 0     | Снялся              |    |
| НС    | 10 | 12 | Фелипе Масса        | Sauber-Petronas   | M | 0     | Снялся              |    |
| НС    | 11 | 10 | Хуан-Пабло Монтойя  | McLaren-Mercedes  | M | 0     | Снялся              |    |
| НС    | 12 | 11 | Жак Вильнёв         | Sauber-Petronas   | M | 0     | Снялся              |    |
| НС    | 13 | 17 | Рикардо Зонта       | Toyota            | M | 0     | Снялся              |    |
| НС    | 14 | 15 | Кристиан Клин       | Red Bull-Cosworth | M | 0     | Снялся              |    |
| НС    | 15 | 8  | Ник Хайдфельд       | Williams-BMW      | M | 0     | Снялся              |    |
| НС    | 16 | 14 | Дэвид Култхард      | Red Bull-Cosworth | M | 0     | Снялся              |    |

## Последствия
Компания «Мишлен» выплатила компенсацию зрителям, купившим билеты, за испорченную гонку, а также раздала 20 тыс. билетов на следующее гран-при США.
Предъявившие корешок билета гран-при США могли свободно пройти на гран-при Кливленда, гонку «Индикара», прошедшую через неделю (26 июня) на рулёжных дорожках местного аэропорта.
Были разговоры о новой незачётной гонке осенью 2005 года, однако Тони Джордж, владелец автодрома Индианаполис, ответил отказом.
Команда «Феррари» сильно продвинулась в зачёте, подняв Шумахера на третье место. Это оказалась единственная победа Михаэля Шумахера и команды Феррари в чемпионате этого сезона. Также это был последний подиум команды Джордан.
Гонка побила антирекорд Индианаполиса по количеству финишировавших (автомобилей на ходу на момент объявления финиша): шесть машин. Предыдущий рекорд, 7 машин, был в гонке Инди-500 1966 года. Рекорд по всем крупным автогонкам с открытыми колёсами — три машины — был на Монако-1996.
Месяцем раньше, в мае 2005, в NASCAR случилось нечто подобное на овале в Шарлотте (Северная Каролина). После 22 периодов жёлтого флага, занявших более 100 кругов из 400, NASCAR отказался от фрезерования трассы.
В 2006 году вернулись пит-стопы со сменой колёс. К тому же в Нюрбургринге-2005 уже на первых кругах Кими Райкконен получил «проплешину» на покрышке и сошёл на последнем круге — от вибрации разломалась подвеска.
Ситуация сильно ударила по репутации Формулы-1 в США, куда ФИА пыталась пробиться, несмотря на местные автомобильные традиции. В прессе даже промелькнуло прозвище «Индигейт». Два года спустя Формула-1 ушла из США. Вернулась она только в 2012 году на новый автодром, трассу Америк.
После 2006 года «Мишлен» ушёл из «Формулы-1». Четыре года в «формуле» был один «Бриджстоун», но и он ушёл в 2010 году. С 2011 года правила с шинниками соответствуют современным (2020): они могут конкурировать в заявках на чемпионат, но не по ходу чемпионата.